# Список прем'єр-міністрів Лівану
У Списку перераховані прем'єр-міністри Лівану. За Національним пактом, особа, що обіймає цю посаду має бути мусульманином-сунітом. Проте у минулому, деякі прем'єр-міністри були християнами.

## Ліванська республіка (підмандатна територіяФранції, 1926–1943)
- Огюст Адиб Паша (31 травня 1926 — 5 травня 1927)
- Бішара ель-Хурі (5 травня 1927 — 10 серпня 1928)
- Хабіб Паша ес-Саад (10 серпня 1928 — 9 травня 1929)
- Бішара ель-Хурі (9 травня 1929 — 11 жовтня 1929)
- Еміль Едде (11 жовтня 1929 — 25 березня 1930)
- Огюст Адиб Паша (25 березня 1930 — 9 березня 1932)
- Шарль Деббас (9 березня 1932 — 29 січня 1934)
- Абдалла Байгум (29 січня 1934 — 30 січня 1936) (в.о.)
- Айюб Табіт (30 січня 1936 — 5 січня 1937) (в.о.)
- Хайреддін аль-Агдаб (5 січня 1937 — 18 березня 1938)
- Халед Шехаб (18 березня 1938 — 24 жовтня 1938)
- Абдалла Яфі (24 жовтня 1938 — 21 вересня 1939)
- Абдалла Байгум (21 вересня 1939 — 4 квітня 1941)
- Альфред Наккаш (4 квітня 1941 — 26 листопада 1941)
- Ахмед Даук (1 грудня 1941 — 26 липня 1942)
- Самі ас-Сольх (26 липня 1942 — 22 березня 1943)
- Айюб Табіт (22 березня 1943 — 21 липня 1943) (в.о.)
- Петро Трад (21 липня 1943 — 25 вересня 1943)

## НезалежнаЛіванська Республіка(з 1943)
- Ріад ас-Сольх (25 вересня 1943 — 10 січня 1945)
- Абдул Хамід Караме (10 січня 1945 — 20 серпня 1945)
- Самі ас-Сольх (20 серпня 1945 — 22 травня 1946)
- Сааді аль-Мунла (22 травня 1946 — 14 грудня 1946)
- Ріад ас-Сольх (14 грудня 1946 — 14 лютого 1951)
- Хуссейн аль-Уейні (14 лютого 1951 — 7 квітня 1951)
- Абдалла Яфі (7 квітня 1951 — 11 лютого 1952)
- Самі ас-Сольх (11 лютого 1952 — 9 вересня 1952)
- Назім Аккарі (9 вересня 1952 — 14 вересня 1952)
- Саїб Салам (14 вересня 1952 — 18 вересня 1952)
- Абдалла Яфі (24 вересня 1952 — 30 вересня 1952)
- Халед Шехаб (1 жовтня 1952 — 1 травня 1953)
- Саїб Салам (1 травня 1953 — 16 серпня 1953)
- Абдалла Яфі (16 серпня 1953 — 16 вересня 1954)
- Самі ас-Сольх (16 вересня 1954 — 19 вересня 1955)
- Рашід Караме (19 вересня 1955 — 20 березня 1956)
- Абдалла Яфі (20 березня 1956 — 18 листопада 1956)
- Самі ас-Сольх (18 листопада 1956 — 20 вересня 1958)
- Халіл аль-Хібру (20 вересня 1958 — 24 вересня 1958) (в.о.)
- Рашід Караме (24 вересня 1958 — 14 травня 1960)
- Ахмед Даук (14 травня 1960 — 1 серпня 1960)
- Саїб Салам (1 серпня 1960 — 31 жовтня 1961)
- Рашід Караме (31 жовтня 1961 — 20 лютого 1964)
- Хуссейн аль-Уейні (20 лютого 1964 — 25 липня 1965)
- Рашід Караме (25 липня 1965 — 9 квітня 1966)
- Абдалла Яфі (9 квітня 1966 — 2 грудня 1966)
- Рашід Караме (2 грудня 1966 — 8 лютого 1968)
- Абдалла Яфі (8 лютого 1968 — 15 січня 1969)
- Рашід Караме (15 січня 1969 — 13 жовтня 1970)
- Саїб Салам (13 жовтня 1970 — 25 квітня 1973)
- Амін Хафез (25 квітня 1973 — 21 червня 1973)
- Такіеддін ас-Сольх (21 червня 1973 — 31 жовтня 1974)
- Рашид ас-Сольх (31 жовтня 1974 — 24 травня 1975)
- Нуреддін Ріфаї (24 травня 1975 — 27 травня 1975)
- Рашід Караме (1 липня 1975 — 8 грудня 1976)
- Селім Хосс (8 грудня 1976 — 20 липня 1980)
- Такіеддін ас-Сольх (20 липня 1980 — 25 жовтня 1980)
- Шафік Ваззан (25 жовтня 1980 — 30 квітня 1984)
- Рашід Караме (30 квітня 1984 — 1 червня 1987)
- Селім Хосс (2 червня 1987 — 24 грудня 1990)
- Мішель Аун (23 вересня 1988 — 13 жовтня 1990) (військовий уряд)
- Омар Караме (24 грудня 1990 — 13 травня 1992)
- Рашид ас-Сольх (13 травня 1992 — 31 жовтня 1992)
- Рафік Харірі (31 жовтня 1992 — 2 грудня 1998)
- Селім Хосс (2 грудня 1998 — 23 жовтня 2000)
- Рафік Харірі (23 жовтня 2000 — 21 жовтня 2004)
- Омар Караме (21 жовтня 2004 — 15 квітня 2005)
- Наджіб Мікаті (15 квітня 2005 — 19 липня 2005)
- Фуад Синьйора (19 липня 2005 — 9 листопада 2009)
- Саад Харірі (9 листопада 2009 — 13 червня 2011)
- Наджіб Мікаті (13 червня 2011 — 15 лютого 2014)
- Таммам Салам (15 лютого 2014 — 18 грудня 2016)
- Саад Харірі (18 грудня 2016 — 21 січня 2020)
- Хасан Діаб (21 січня 2020 — 10 вересня 2021)
- Наджіб Мікаті (10 вересня 2021 — 13 січня 2025)
- Наваф Салам (від 13 січня 2025)